# 行式打印机后台程序协议
行式打印机后台程序协议（Line Printer Daemon protocol/Line Printer Remote protocol，簡稱LPD或LPR）是一种网络打印协议，用于向远程打印机提交打印作业。LPD最初是在BSD UNIX操作系统的Berkeley打印系统中实现。LPRng项目和CUPS也支持LPD。LPD协议规范记录在RFC 1179中。 